# Lago Rascià
Il lago Rascià è un lago alpino situato a 2.100 metri s.l.m., nel comune di Cesana Torinese in provincia di Torino.

## Toponimo

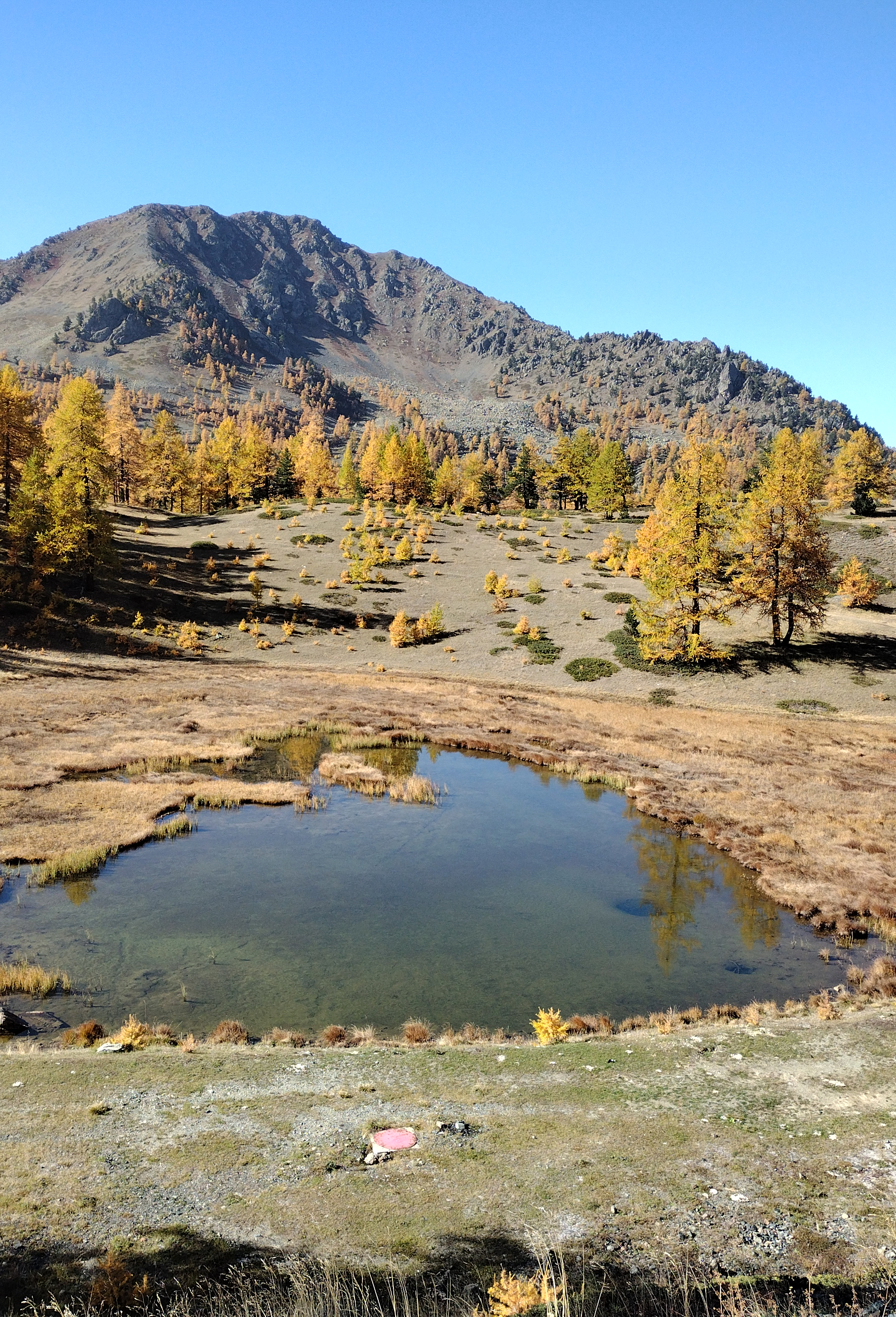
Il lago e, sullo sfondo, il monte La Plane

Rascià nel dialetto locale significa raschiata, ed è probabilmente dovuto al fatto che la montagna che domina il lago e gli dà il nome, la Punta Rascià, nella parte alta si presenta quasi spoglia di vegetazione arborea.

## Geografia
Il lago si trova ad ovest dell'omonima montagna, a pochi chilometri dal confine francese. Il lago ormai è in buona parte interrato, con la formazione di un'area pianeggiante occupata da vegetazione igrofila. L'emissario del lago confluisce nel rio Gimont, a sua volta tributario della Piccola Dora.

## Geologia

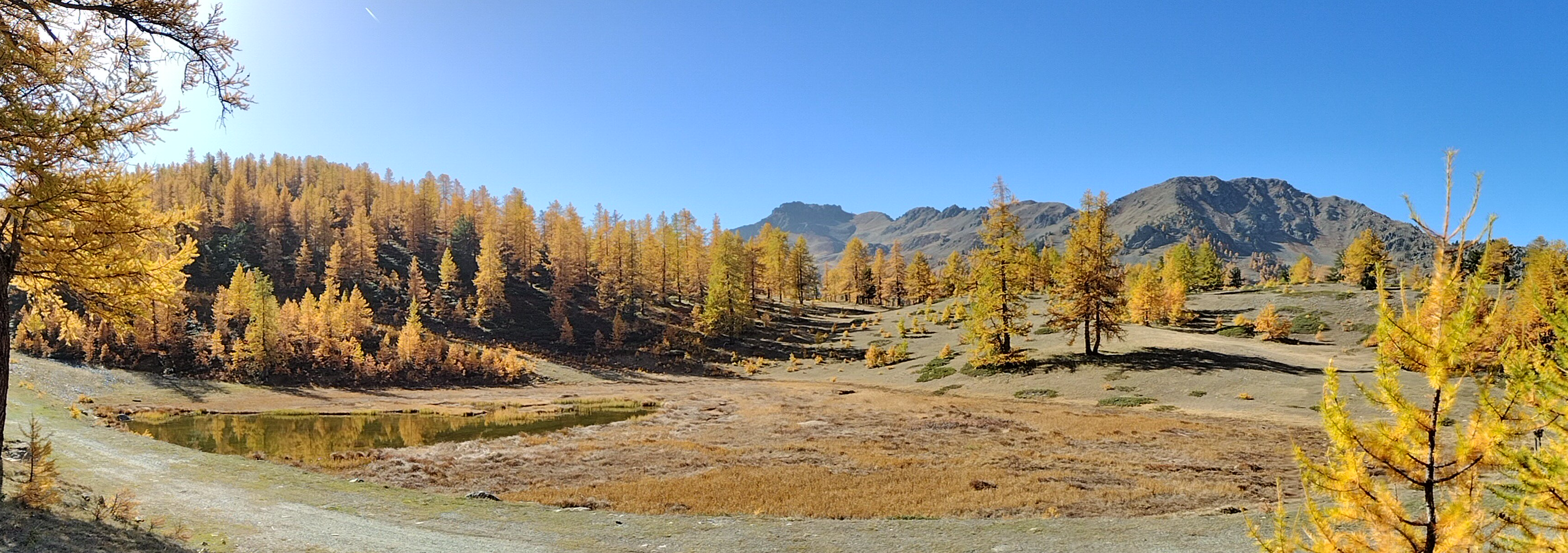
La sponda est del lago, con le zone ormai interrate

La zona circostante al lago è nota per la presenza di rocce peridotitiche, dal tipico colore che varia tra il verde scuro e il nerastro.

## Accesso
Lo specchio d'acqua è raggiungibile da Claviere, tramite il colletto della Coche, mediante una pista sterrata.